# Mjögasjön (Bollebygds socken, Västergötland)
Mjögasjön är en sjö i Bollebygds kommun i Västergötland och ingår i Rolfsåns huvudavrinningsområde.